# 33 най-добри футболисти в шампионата на Русия
Списък „33 най-добри“ е класация, която определя тримата най-добри футболисти на всеки пост в шампионата на Русия. Тя се провежда всяка година. В класацията попадат – вратар, десен бек, двама централни защитници, ляв бек, двама централни полузащитници, ляв халф, десен халф и двама нападатели. Най-много пъти в него са попадали Сергей Игнашевич -11; Сергей Овчинников, Дмитрий Лосков – 10; Егор Титов – 9. Евгений Бушманов и Дмитрий Хохлов са попадали в него с 4 различни клуба. Сергей Семак е единственият играч, който е влизал в списъка като защитник, халф и нападател.